# 佩里克羅辛 (印地安納州)
佩里克羅辛（英語：Perry Crossing）是位於美國印地安納州克拉克縣的一個非建制地區。該地的面積和人口皆未知。

## 地理
佩里克羅辛的座標為38°26′34″N 85°45′48″W / 38.44278°N 85.76333°W，而該地的平均海拔高度為152米（即499英尺）。